# Hong Gil-dong
Hong Gil-dong ist eine klassische fiktive Figur aus der koreanischen Volkserzählung, Die Geschichte von Hong Gil-dong (kor. 홍길동전, Hanja 洪吉童傳, rev. Hong Gil-dong Jeon), die in der Joseon-Dynastie verfasst wurde. Als Autor gilt Heo Gyun, der die Geschichte vermutlich im späten 16. oder frühen 17. Jahrhundert schrieb. Die Figur hat große Ähnlichkeit mit dem britischen Volkshelden Robin Hood, indem auch Hong Gil-dong dafür berühmt gewesen ist, die Reichen auszurauben und die Beute unter den Armen zu verteilen.
Der Verfasser Heo Gyun gilt heute als der Autor des ersten Romans, der mit koreanischen Buchstaben geschrieben wurde. Er wurde in die intellektuelle Schicht des konfuzianistischen Koreas hineingeboren. Sein Halbbruder Heo Sung war zu dieser Zeit ein berühmter Dichter und seine Schwester Heo Nanseolheon eine der wenigen Dichterinnen Koreas. Politisch träumte er lange Zeit von einer egalitären Gesellschaftsordnung ohne Unterdrückung durch eine Hierarchie.
Hong Gil-dong ist auch ein gängiger Platzhaltername, wie John Doe in den Vereinigten Staaten oder Erika Mustermann und Otto Normalverbraucher in Deutschland.

## Die Geschichte von Hong Gil-dong
Aufgrund der strengen konfuzianischen Gesetze war Heo gezwungen, seine politischen Gedanken in diesem Roman niederzuschreiben. Hong Gil-dong wird als uneheliches Kind geboren und von seinem Vater nicht akzeptiert. Nachdem sein Vater von einem Schamanen erfährt, dass sein Sohn verflucht sei, versucht er diesen zu töten, was ihm jedoch misslingt. Entsetzt wendet sich Hong von seinem Vater ab und zieht hinaus in die Welt um ein Banditenanführer zu werden. Allerdings bestiehlt er nur die Reichen und verteilt seine Beute an Bedürftige. Dadurch wächst seine Popularität bei der ländlichen Bevölkerung, wo er schnell zu einem Volkshelden aufsteigt. Die Regierung unter Yeonsangun versucht ihn als einen Nationalverräter zu verhaften, scheitert jedoch immer wieder. Letztendlich wird ihm um ihn unter Kontrolle zu halten der Posten des Kriegsministers angeboten, den er annimmt. Nach kurzer Zeit beginnt er zu erkennen, dass er in dieser Position nichts gegen die Probleme der Bevölkerung ausrichten kann. Um sich auf die Suche nach der Wahrheit zu machen, begibt er sich nach Nanjing. Auf der Reise entdeckt er aber das Land Yul-Do, das von Dämonen unterdrückt wird. Er befreit es von diesen und wird dort zum König erkoren. Als sein Vater stirbt kehrt er, obwohl dieser ihn töten wollte, nach Joseon zurück um gemäß den Traditionen drei Jahre an seinem Grab zu trauern. Danach kehrt er nach Yul-Do zurück, um dort glücklich als König und Held zu leben.

## Adaptionen
Hong Gil-dong ist in Korea sehr populär und seine Geschichte wurde mehrfach adaptiert. 1967 erschien seine Geschichte als Zeichentrickfilm. 
Ein nordkoreanischer Martial-Arts-Film Hong Gil Dong, wurde 1986 veröffentlicht.
Hong Gil-dong ist auch der Name einer weiblichen Banditenführerin in dem Manga Shin Angyo Onshi.
Im südkoreanischen Fernsehen wurde eine Fernsehserie (K-Drama) basierend auf der Geschichte mit dem Titel Hong Gil Dong, the Hero ausgestrahlt, die 2008 auf KBS2 lief.
Darüber hinaus existieren zahlreiche Kinderbücher, Comics und Computerspiele, die den Stoff adaptieren.

## Verschiedenes
Die größte südkoreanische Militäroperation im Vietnam-Krieg wurde Operation Hong Gil-dong benannt. Die Operation war ein voller Erfolg und fand zwischen dem 9. Juli und 26. August 1967 in der Nähe von Tuy Hoa in Südvietnam statt.
Im Landkreis Jangseong gibt es ein jährlich stattfindendes Festival sowie einen Themenpark, die beide Hong Gil-dong gewidmet sind.